# ルアカナ滝
ルアカナ滝（ルアカアたき、英語: Ruacana Falls、ポルトガル語:Quedas do Ruacaná）は、ナミビア北部、アンゴラと接する滝である。ナミビアの首都ウィントフックから1000キロを北上し、ルアカナという村に位置し、水はクネネ川から流している。幅は695メートルの堂々たる滝だったが、すぐ上部にダムが建設されている。

## 注脚
1. ↑  密林のルアカナ
2. ↑  ルアカナ滝

座標: 南緯17度23分37秒 東経14度13分01秒 / 南緯17.3936度 東経14.2169度